# دون فقد عمومية
دون فقد العمومية (بالإنجليزية: Without loss of generality)‏ وتُكتَب في البراهين الرياضية اختصاراً WLOG، هي مصطلح شائع في الرياضيات، يُستخدم للدلالة على أن الافتراض الآتي وُضِعَ اختيارياً ليختزلَ إثبات الفرضية في حالة خاصة، دون أن يُؤثِّر إثباتُ هذه الحالة الخاصة في صحة البرهان كاملاً. غالباً ما تشمل الحالات الأخرى إثباتاً مُناظراً أو مكافئاً مُتشابهاً معه. كنتيجة، يُصبح الإثبات لحالة وحيدة كافٍ لإثبات جميع الحالات.
في العديد من الحالات، يكون استخدام «دون فقد العمومية» مُتاحاً بوجود التناظر. فعلى سبيل المثال، إن كانت الخاصيَّة {\displaystyle P(x,y)} متناظرةً لأعدادٍ حقيقيَّةٍ، فإنه بالإمكان افتراض (دون فقد العمومية) أنَّ {\displaystyle x\leq y}. بصفةٍ أكثرَ رياضية، إذا كانت الخاصية {\displaystyle P(x,y)} تُكافئ {\displaystyle P(y,x)} فإنَّ إثبات الخاصية {\displaystyle P(x,y)} عندما {\displaystyle x\leq y} كافٍ لإثبات الخاصية عامَّةً.
فيما دون ذلكَ من الحالاتِ، إذا انعدم وجود التكافؤ أو التناظر بين الخاصيّتين، ففي هذه الحالة يكون استخدام «دون فقد العمومية» غير صحيح لإثبات الخاصية. ويُعتَبر في هذه الحالة استدلالاً بمثالٍ، وهي مغالطة منطقية عبر إثبات إدعاءٍ باستخدام مثال غير شامل.

## مثال
المثال الآتي هو حالةٌ خاصة من مبدأ برج الحمام:
«إذا طُلِيَت ثلاثُ كراتٍ بالأزرق أو الأحمر، فعلى الأقل هناك كُرَتانِ لهما اللون نفسه.»
البرهان:
بافتراض، دون فقد العمومية، أن الكرة الأولى حمراء. فإما أن تحتوي الكرتان المتبقيتان على كرةٍ حمراءَ فينتهي الإثبات؛ أو خلاف ذلك تكون كلا الكرتان زرقاوتينِ وهو المطلوب إثباته.
هذه الحُجّة صحيحة لأن التبرير نفسه بالإمكان تطبيقه إن كانت الكرة الأولى زرقاء. وكنتيجة، يصح استخدام «دون فقد العمومية» في هذه الحالة.

## وصلات خارجية
- "Without loss of generality" ورقة بحثية لـ«جون هاريسون» يُناقش فيها التعبير عن المصطلح بطريقة أكثر رسمية في البراهين الرياضية.